# Programma del Partito Nazionalsocialista Tedesco dei Lavoratori
Il programma nazionalsocialista, noto anche come programma in 25 punti o piano in 25 punti (in tedesco 25-Punkte-Programm), era il programma del partito del Partito Nazionalsocialista Tedesco dei Lavoratori (NSDAP). In origine, il nome del partito era Partito Tedesco dei Lavoratori (DAP), ma lo stesso giorno in cui venne annunciato il programma del partito, questo venne ribattezzato NSDAP, Nationalsozialistische Deutsche Arbeiterpartei. Adolf Hitler annunciò il programma del partito il 24 febbraio 1920 davanti a circa 2.000 persone al Festival di Monaco dell'Hofbräuhaus e all'interno del programma fu scritto: «I leader del partito giurano di andare avanti, se necessario sacrificando le loro vite per garantire l'adempimento del punti precedenti» e dichiarò l'inalterabilità il programma. Il programma nazionalsocialista venne concepito in un congresso del DAP a Vienna, poi fu portato a Monaco dall'ingegnere civile ed ideologo Rudolf Jung, che, avendo sostenuto esplicitamente Hitler, era stato espulso dalla Cecoslovacchia a causa della sua posizione politica.
Lo storico Karl Dietrich Bracher riassume il programma dicendo che le sue componenti erano «non proprio nuove» e che «nella sua compilazione si è fatto ricorso a sostenitori tedeschi, austriaci e boemi dei movimenti anticapitalisti, nazionalisti-imperialisti e antisemiti», e che un appello a «rompere le catene del capitale finanziario» venne aggiunto in ossequio all'idée fixe di Gottfried Feder, uno dei membri fondatori del partito. Hitler fece aggiungere l'opposizione al trattato di Versailles, oltre che l'insistenza sul fatto che i punti non potevano essere cambiati e che dovevano essere il fondamento permanente del partito. Bracher definisce i punti come «formulati come slogan; si prestavano alla diffusione concisa e sensazionale della posizione "anti-" su cui il partito prosperava [...] Ideologicamente parlando, [il programma] era un miscuglio lanoso ed eclettico di pio desiderio politico, sociale, razzista, nazional-imperialista [...]». 

## Programma del partito nazionalsocialista
A Monaco, il 24 febbraio 1920, Hitler proclamò pubblicamente il Programma in 25 punti del NSDAP (Partito nazionalsocialista tedesco dei lavoratori), quando i nazisti erano ancora conosciuti come DAP (Partito tedesco dei lavoratori). Egli mantenne il programma nazionalsocialista dopo aver ribattezzato il partito come Partito nazionalsocialista tedesco dei lavoratori (NSDAP) nel febbraio 1920, rimanendo il programma ufficiale del partito. Il programma in 25 punti era un adattamento tedesco (redatto da Anton Drexler, Adolf Hitler, Gottfried Feder e Dietrich Eckart) del programma austro-boemo di Rudolf Jung. A differenza degli austriaci, i tedeschi non pretendevano di essere né liberali né democratici e non si opposero né alla reazione politica né agli aristocratici (Junker), ma sostenevano istituzioni democratiche (cioè il parlamento centrale tedesco) e diritti di voto esclusivamente per i tedeschi, il che implica che un governo nazista avrebbe mantenuto il suffragio.
Il monarchico austriaco Erik von Kuehnelt-Leddihn disse che il programma in 25 punti fosse a favore dei lavoratori: "Il programma difendeva il diritto al lavoro e chiedeva l'istituzione della partecipazione agli utili, la confisca dei profitti di guerra, il perseguimento degli usurai e speculatori, nazionalizzazione dei trust, comunalizzazione dei grandi magazzini, ampliamento del sistema pensionistico di vecchiaia, creazione di un programma educativo nazionale di tutte le classi, divieto del lavoro minorile e fine al dominio del capitale finanziario». Lo storico William Brustein sostiene che detti punti del programma e le dichiarazioni del fondatore del partito Anton Drexler indicano che il partito nazista (NSDAP) fosse un partito politico della classe operaia di stampo socialista.
Nel corso del perseguimento di cariche pubbliche, i fallimenti agrari degli anni '20 indussero Hitler a spiegare ulteriormente il "vero" significato del punto 17 (riforma agraria, esproprio legale della terra per utilità pubblica, abolizione dell'imposta sul valore fondiario e divieto della speculazione fondiaria), nella speranza di vincere i voti dei contadini alle elezioni del maggio 1928. Hitler mascherò le contraddizioni implicite del punto 17 del programma nazionalsocialista, spiegando che «[...] l'espropriazione gratuita riguarda solo la creazione di appigli legali per espropriare, se necessario, terreni che sono stati illegalmente acquisiti, o non sono amministrati dal punto di vista del benessere nazionale. Questo è diretto principalmente contro le società ebraiche di speculazione fondiaria».
Per tutti gli anni '20, altri membri del NSDAP, in cerca di coerenza ideologica, cercarono di cambiare o sostituire il Programma nazionalsocialista. Nel 1924 l'economista Gottfried Feder propose un programma in 39 punti mantenendo alcune politiche originali e introducendo nuove politiche. Hitler soppresse ogni istanza di cambiamento programmatico rifiutandosi di affrontare la questione dopo il 1925, perché il programma nazionalsocialista era "inviolabile", quindi immutabile.

 Lo storico Karl Dietrich Bracher scrive che, 
 «Per [Hitler, il programma] era poco più che un'arma di propaganda efficace e persuasiva per mobilitare e manipolare le masse. Una volta che lo aveva portato al potere, divenne pura decorazione: "inalterabile", ma non attuata nelle sue richieste di nazionalizzazione ed esproprio, per la riforma agraria e "rompendo le catene del capitale finanziario". Eppure svolse comunque il suo ruolo di sfondo e pseudo-teoria, contro la quale il futuro dittatore potrebbe dispiegare i suoi talenti retorici e drammatici». 

### Il programma in 25 punti del NSDAP
1. Chiediamo l'unione di tutti i tedeschi per formare la Grande Germania sulla base del diritto del popolo all'autodeterminazione di cui godono le nazioni.
2. Chiediamo l'uguaglianza dei diritti per il popolo tedesco nei suoi rapporti con le altre nazioni; e l'abolizione dei trattati di pace di Versailles e Saint-Germain.
3. Chiediamo terre e territori (colonie) per il sostentamento del nostro popolo e colonizzazione per la nostra popolazione in eccesso.
4. Nessuno tranne i membri della nazione possono essere cittadini dello stato. Nessuno tranne quelli di sangue tedesco, qualunque sia il loro credo. Nessun ebreo, quindi, può essere membro della nazione.
5. Chi non ha la cittadinanza può vivere in Germania solo come ospite e deve essere considerato soggetto a leggi straniere.
6. Il diritto di voto sul governo e sulla legislazione dello stato deve essere goduto dal solo cittadino dello stato. Chiediamo quindi che tutte le nomine ufficiali, di qualunque tipo, siano concesse ai soli cittadini dello Stato. Ci opponiamo all'usanza corruttrice del parlamento di ricoprire incarichi semplicemente in vista di considerazioni di partito e senza riferimento al carattere o alle capacità.
7. Chiediamo che lo stato sia incaricato per primo di fornire l'opportunità di mezzi di sussistenza e stile di vita ai cittadini. Se è impossibile nutrire la popolazione totale dello Stato, allora i membri delle nazioni straniere (non cittadini) devono essere esclusi dal Reich.
8. Ogni immigrazione di non tedeschi deve essere impedita. Chiediamo che tutti i non tedeschi, immigrati in Germania dal 2 agosto 1914, siano obbligati a lasciare immediatamente il Reich.
9. Tutti i cittadini dello Stato devono essere uguali per quanto riguarda diritti e doveri.
10. Il primo obbligo di ogni cittadino deve essere quello di lavorare in modo produttivo mentalmente o fisicamente. L'attività dell'individuo non può essere in contrasto con gli interessi dell'insieme, ma deve procedere nell'ambito dell'insieme a vantaggio del bene generale. Chiediamo quindi:
11. Abolizione dei redditi non guadagnati. Annullamento del debito (interesse)-schiavitù.
12. In considerazione del mostruoso sacrificio della vita e della proprietà che ogni guerra richiede al popolo, l'arricchimento personale dovuto a una guerra deve essere considerato un crimine contro la nazione. Pertanto, chiediamo la confisca spietata di tutti i profitti di guerra.
13. Chiediamo la nazionalizzazione di tutte le imprese che fino ad oggi sono state costituite in società (trust).
14. Chiediamo che i profitti del commercio all'ingrosso siano ripartiti.
15. Chiediamo un'espansione su larga scala della pensione vecchiaia.
16. Chiediamo la creazione di una sana borghesia e la sua conservazione, l'immediata comunalizzazione dei grandi magazzini e la loro locazione a basso costo alle piccole imprese, la massima considerazione di tutte le piccole imprese nei contratti con lo Stato, contea o comune.
17. Chiediamo una riforma agraria adeguata alle nostre esigenze, previsione di una legge per la libera espropriazione dei terreni a fini di pubblica utilità, abolizione delle tasse sulla terra e prevenzione di ogni speculazione fondiaria.
18. Chiediamo lotta senza considerazione contro coloro la cui attività è dannosa per l'interesse generale. I criminali nazionali comuni, gli usurai, i speculatori e così via devono essere puniti con la morte, senza tener conto della confessione o della razza.
19. Chiediamo la sostituzione di un diritto comune tedesco al posto del diritto romano al servizio di un ordine mondiale materialista[12].
20. Lo Stato deve essere responsabile di una ricostruzione fondamentale del nostro intero programma educativo nazionale, per consentire a ogni tedesco capace e industrioso di ottenere un'istruzione superiore e successivamente l'inserimento in posizioni di comando. I piani di istruzione di tutte le istituzioni educative devono essere conformi alle esperienze della vita pratica. La comprensione del concetto di stato deve essere perseguita dalla scuola [Staatsbürgerkunde] fin dall'inizio della comprensione. Chiediamo l'istruzione a carico dello stato di figli di genitori poveri intellettualmente dotati di eccezionale talento, senza considerare la posizione o la professione.
21. Lo Stato deve curare l'elevazione della salute nazionale proteggendo la madre e il bambino, vietando il lavoro minorile, incoraggiando l'idoneità fisica, mediante l'istituzione legale di un obbligo di ginnastica e sport, con il massimo sostegno di tutte le organizzazioni dedite all'istruzione fisica dei giovani.
22. Chiediamo l'abolizione delle truppe mercenarie e la formazione di un esercito nazionale.
23. Chiediamo opposizione legale alle bugie note e alla loro diffusione attraverso la stampa. Al fine di consentire la fornitura di una stampa tedesca, chiediamo che: 
a. Tutti gli scrittori e gli impiegati dei giornali di lingua tedesca devono fare parte della razza;
b. I giornali non tedeschi devono avere l'espressa autorizzazione dello Stato per essere pubblicati. Non possono essere stampati in lingua tedesca;
c. Ai non tedeschi è vietato per legge qualsiasi interesse finanziario nelle pubblicazioni tedesche o qualsiasi influenza su di esse e come punizione per le violazioni la chiusura di tale pubblicazione nonché l'immediata espulsione dal Reich dei non tedeschi interessati. Le pubblicazioni contrarie all'interesse generale sono vietate. Chiediamo il perseguimento legale delle forme artistiche e letterarie che esercitano un'influenza distruttiva sulla nostra vita nazionale e la chiusura delle organizzazioni che si oppongono alle richieste di cui sopra.
24. Chiediamo la libertà di religione per tutte le confessioni religiose all'interno dello stato fintanto che non mettono in pericolo la sua esistenza o si oppongono ai sensi morali della razza germanica. Il Partito in quanto tale sostiene il punto di vista di un cristianesimo positivo senza vincolarsi confessivamente a nessuna denominazione. Combatte lo spirito ebraico-materialista dentro e intorno a noi ed è convinto che una ripresa duratura della nostra nazione possa avere successo solo dall'interno della struttura: "Il bene della comunità prima del bene dell'individuo"[13]. ("GEMEINNUTZ GEHT VOR EIGENNUTZ" [tutto maiuscolo nell'originale])[14].
25. Per l'esecuzione di tutto questo chiediamo la formazione di un forte potere centrale nel Reich. Autorità illimitata del parlamento centrale su tutto il Reich e le sue organizzazioni in generale. La formazione di camere statali e professionali per l'esecuzione delle leggi emanate dal Reich nei vari stati della confederazione. I leader del Partito promettono, se necessario sacrificando la propria vita, di appoggiarsi con l'esecuzione dei punti sopra esposti senza considerazione.